# Эвентов, Исаак Станиславович
Исаа́к Станисла́вович Эве́нтов (26 декабря 1910, Варшава, Царство Польское, Российская империя — 31 июля 1989, Ленинград) — русский советский писатель, критик, литературовед. Доктор филологических наук (с 1970), педагог, профессор (с 1974).
Специалист в области истории русской советской литературы.

## Биография
С началом Первой мировой войны эвакуировался с семьёй на станцию Бахмач, где провёл детство. С 1927 года работал в гомельской газете «Полесская правда», в 1929—1935 годах — в отделе иностранной информации газет «Красный Балтийский флот» и «Рабочий Кронштадт», одновременно был литсотрудником газеты Ленинградского военного округа «Красная звезда». В 1931 году окончил факультет истории, языка и материальной культуры Ленинградского государственного университета
С 1931 года печатался как литературный критик. Заведовал отделами критики в редакциях журналов «Залп» и «Резец». Член Союза писателей с 1938 года. С 1939 года работал младшим научным сотрудником Пушкинского дома. В марте 1941 года защитил диссертацию на соискание учёной степени кандидата филологических наук по теме «Маяковский — сатирик». Участник Великой Отечественной войны (лектор-международник, начальник агитмашины).
После войны был старшим научным сотрудником ИРЛИ (1945—1951), в 1949—1961 годах преподавал на факультете журналистики Ленинградского государственного университета имени А. А. Жданова. Доцент, затем профессор Ленинградского государственного педагогического института имени А. И. Герцена (1955—1976).

## Творчество
Дебютировал в 1931 г. Занимался проблемами русской литературы XX века.
Автор около 20 книг. Опубликовал несколько критико-биографических книг о творчестве Д. Бедного, участвовал в публикации его трудов.
На основе личных наблюдений и архивных материалов написал мемуарно-очерковую книгу «Давние встречи» (Л., 1991), в которую вошли, в том числе, очерки о В. В. Маяковском, С. А. Есенине, М. М. Зощенко, А. А. Ахматовой.
Автор ряда краеведческих книг: «Горький в Петербурге-Ленинграде» (1956), «Маяковский в Петрограде-Ленинграде» (1963).
Участвовал в подготовке собрания сочинений В. В. Маяковского, Д. Бедного, С. Есенина, О. Форш.
Составитель книг:
- «М. И. Калинин о литературе» (1949),
- «Н. К. Крупская об искусстве и литературе» (1963),
- сборников работ ленинградских критиков: «В начале семидесятых», «В середине семидесятых», «В конце семидесятых».

## Избранные публикации
- «Маяковский-плакатист» (1940),
- «Маяковский-сатирик» (1941),
- «Борис Лавренев» (1951),
- «Демьян Бедный: жизнь, поэзия, судьба» (1953),
- «Сергей Есенин» (1957),
- «Михаил Кольцов» (1959),
- «Н. К. Крупская о художественной литературе» (1963),
- «Жизнь и творчество Демьяна Бедного» (1967),
- «Поэзия в большевистских изданиях, 1901—1917» (1967),
- «Лирика и сатира» (1968),
- «Поэт красного Питера» (1968),
- «Сила сарказма. Сатира и юмор в творчестве М. Горького» (1973),
- «В середине семидесятых. Литература наших дней» (1973),
- «Русская стихотворная сатира 1908-17-х годов» (1974),
- «Пробуждение новых сил. Ленин о поэзии» (1977),
- «Три поэта: В. Маяковский; Д. Бедный; С. Есенин: этюды и очерки» (1980)
- «Сергей Есенин: Книга для учащихся» (1987)
- «Давние встречи: воспоминания и очерки» (1991) и др.